# Club Universidad de Chile
Club Universidad de Chile je chilský fotbalový klub z hlavního města Santiago de Chile. Byl založen v roce 1927 a svoje domácí utkání hraje na stadionu Estadio Nacional de Chile s kapacitou 56 000 diváků, kde hraje i chilská fotbalová reprezentace.
Klubové barvy jsou modrá a červená.
Největším rivalem je CD Universidad Católica rovněž ze Santiaga.

## Úspěchy
domácí
- 17× vítěz Primera División (1940, 1959, 1962, 1964, 1965, 1967, 1969, 1994, 1995, 1999, 2000, 2004 Apertura, 2009 Apertura, 2011 Apertura, 2011 Clausura, 2012 Apertura, 2014 Apertura)[2]
- 6× vítěz chilského poháru (1979, 1998, 2000, 2013, 2015, 2024)[3]
- 2× vítěz Torneo Metropolitano de Chile (1968, 1969)
- 1× vítěz Copa Francisco Candelori (1969)

mezinárodní
- 1× vítěz Copa Sudamericana (2011)[4]

## Známí hráči
- Carlos Campos Sánchez
- Luis Eyzaguirre[1]
- Marcelo Salas[1]
- Leonel Sánchez[1]
- Manuel Pellegrini